# Tomoe Kato
Tomoe Kato (加藤 與惠, Kato Tomoe), connue aussi sous le nom de Tomoe Sakai, née le 27 mai 1978, est une joueuse internationale de football japonaise.

## Biographie
Le 8 juin 1997, elle fait ses débuts dans l'équipe nationale japonaise contre la Chine. Elle participe à la Coupe du monde 1999, 2003, 2007 et Jeux olympiques d'été 2004 et 2008. Elle compte 114 sélections et 8 buts en équipe nationale du Japon de 1997 à 2008.

## Statistiques
Le tableau ci-dessous présente les statistiques de Tomoe Kato en équipe nationale
| Équipe du Japon | Équipe du Japon | Équipe du Japon |
| Année           | Matchs          | Buts            |
| --------------- | --------------- | --------------- |
| 1997            | 7               | 0               |
| 1998            | 9               | 0               |
| 1999            | 13              | 0               |
| 2000            | 1               | 0               |
| 2001            | 4               | 0               |
| 2002            | 9               | 0               |
| 2003            | 14              | 2               |
| 2004            | 11              | 0               |
| 2005            | 9               | 1               |
| 2006            | 16              | 2               |
| 2007            | 17              | 2               |
| 2008            | 4               | 1               |
| Total           | 114             | 8               |

## Palmarès
- Troisième de la Coupe d'Asie 1997, 2008